# 桃園市立山腳國民中學
桃園市立山腳國民中學（英文：Shan Jiao Junior High School），簡稱山腳國中、山中，位於台灣桃園市蘆竹區山腳地區。

## 歷史沿革
- 1976年：桃園縣立南崁國民中學山腳分部成立。
- 1979年：奉准獨立設校，定名為桃園縣立山腳國民中學。
- 2014年：12月25日，因應桃園縣升格改制為直轄市，更名為桃園市立山腳國民中學。

## 歷任校長
| 任期 | 姓名       | 任職日期  | 離職日期  | 備註                                                           |
| ---- | ---------- | --------- | --------- | -------------------------------------------------------------- |
| 1    | 謝新超先生 | 1979年8月 | 1983年7月 | 原桃園縣立新明國民中學校長轉任，調任桃園縣立新屋國民中學。     |
| 2    | 程宏遠先生 | 1983年8月 | 1989年7月 |                                                                |
| 3    | 徐慶發先生 | 1989年8月 | 1994年7月 | 原桃園縣立介壽國民中學校長轉任，調任桃園縣立八德國民中學。     |
| 4    | 楊永康先生 | 1994年8月 | 1995年7月 | 原桃園縣立大漢國民中學校長轉任，調任桃園縣立新屋國民中學。     |
| 5    | 李麗卿女士 | 1995年8月 | 1996年7月 | 桃園縣教育局督學代理，調任桃園縣立永安國民中學。               |
| 6    | 謝錦雲先生 | 1996年8月 | 1999年7月 | 原彰化縣立草湖國民中學校長轉任，調任桃園縣立大成國民中學。     |
| 7    | 孫志禮先生 | 1999年8月 | 2002年7月 | 原桃園縣立介壽國民中學校長轉任，調任桃園縣立大園國民中學。     |
| 8    | 胡六金先生 | 2002年8月 | 2008年7月 | 原桃園縣立自強國民中學輔導主任升任，調任桃園縣立南崁高級中學。 |
| 9    | 王冠銘先生 | 2008年8月 | 2012年7月 | 原桃園縣立介壽國民中學校長轉任，調任桃園縣立慈文國民中學。     |
| 10   | 曾學鉦先生 | 2012年8月 | 2020年7月 | 原桃園縣立楊光國民中小學校長轉任，調回原校。                   |
| 11   | 呂芳川先生 | 2020年8月 | 2024年7月 | 原桃園市立草漯國民中學校長轉任，任滿退休。                     |
| 12   | 王傑先生   | 2024年8月 | 現任      | 原桃園市立龍興國民中學教務主任升任。                           |

## 學區
坑子里、外社里、山腳里、坑口里、海湖里、濱海里、山鼻里（第3－12鄰）、山鼻里（第1、2、13、14鄰）【為南崁、山腳國中共同學區】、蘆竹里（第1－3鄰、22鄰）【為南崁、山腳、光明國中共同學區】、內厝里（全里）【為南崁、山腳國中共同學區】。

## 外部連結
- 桃園市立山腳國民中學 （页面存档备份，存于）